# Karine Pons
Karine Pons (1969) è un'ex sciatrice alpina francese.

## Biografia
La Pons debuttò in campo internazionale in occasione dei Mondiali juniores di Hemsedal/Sälen 1987 e nel 1990 vinse il titolo francese nella combinata; non prese parte a rassegne olimpiche né ottenne piazzamenti in Coppa del Mondo o ai Campionati mondiali.

## Palmarès

### Campionati francesi
- 1 medaglia (dati parziali):
  - 1 oro (combinata[senza fonte] nel 1990)